# Liste de cathédrales en France
Cette page recense de façon non exhaustive les cathédrales situées sur le territoire français. 

## Propriétaires
La France compte 154 cathédrales catholiques, la majorité étant construites au Moyen Âge.
Depuis le concordat de 1801, 87 appartiennent à l'État, et leur gestion a été confiée au Centre des monuments nationaux. La majorité des autres sont propriétés d'une commune.

## Liste

### Église catholique
L'Église catholique compte aujourd'hui 103 diocèses en France, qui ont chacun leur cathédrale, c'est-à-dire l'église qui abrite le siège de l'évêque du diocèse - la cathèdre -. À celles-ci il faut ajouter 11 cocathédrales et environ 80 anciennes cathédrales, qui n'en ont plus la fonction mais servent toujours de lieu de culte.

### Autres Églises
Existent dix cathédrales d'autres Églises, dont :
- sept de l'Église orthodoxe (dite aussi Église des sept conciles),
- deux des Églises orthodoxes orientales des trois conciles, et
- une de l'Église anglicane (épiscopalienne).

#### Église des sept conciles
| Ville | Cathédrale                           | Communion                | Église                                        | Diocèse                                                               | Département     | Région                     | Illustration |
| ----- | ------------------------------------ | ------------------------ | --------------------------------------------- | --------------------------------------------------------------------- | --------------- | -------------------------- | ------------ |
| Nice  | Cathédrale Saint-Nicolas             | Église des sept conciles | Patriarcat de Moscou et de toutes les Russies | Diocèse orthodoxe russe de Chersonèse                                 | Alpes-Maritimes | Provence-Alpes-Côte d'Azur |              |
| Paris | Cathédrale Saint-Alexandre-Nevsky    | Église des sept conciles | Patriarcat de Moscou et de toutes les Russies | Archevêché des Églises orthodoxes russes en Europe occidentale        | Paris           | Île-de-France              |              |
| Paris | Cathédrale des Saints Archanges      | Église des sept conciles | Patriarcat de Roumanie                        | Métropole orthodoxe roumaine d'Europe occidentale et méridionale      | Paris           | Île-de-France              |              |
| Paris | Cathédrale Saint-Étienne             | Église des sept conciles | Patriarcat œcuménique de Constantinople       | Métropole orthodoxe grecque de France                                 | Paris           | Île-de-France              |              |
| Paris | Église Saint-Sava                    | Église des sept conciles | Patriarcat de Serbie                          | Diocèse de France et d'Europe occidentale de l'Église orthodoxe serbe | Paris           | Île-de-France              |              |
| Paris | Cathédrale de la Sainte-Trinité      | Église des sept conciles | Patriarcat de Moscou et de toutes les Russies | Diocèse orthodoxe russe de Chersonèse                                 | Paris           | Île-de-France              |              |
| Paris | Cathédrale des Trois-Saints-Docteurs | Église des sept conciles | Patriarcat de Moscou et de toutes les Russies | Diocèse orthodoxe russe de Chersonèse                                 | Paris           | Île-de-France              |              |

#### Églises orthodoxes orientales des trois conciles
| Ville   | Cathédrale                                          | Communion                 | Église                        | Diocèse                                                  | Département | Région        | Illustration |  |
| ------- | --------------------------------------------------- | ------------------------- | ----------------------------- | -------------------------------------------------------- | ----------- | ------------- | ------------ |  |
| Paris   | Cathédrale Saint-Jean-Baptiste                      | Église des trois conciles | Église apostolique arménienne | Diocèse des Églises apostoliques arméniennes de France   | Paris       | Île-de-France |              |  |
| Draveil | Cathédrale de la Vierge-Marie-et-l'Archange-Raphaël | Église des trois conciles | Église copte orthodoxe        | Diocèse copte orthodoxe de Paris et du nord de la France | Draveil     | Île-de-France |              |  |

#### Anglicanisme(appelé épiscopalisme aux États-Unis)
| Ville | Cathédrale                                 | Communion        | Église                               | Diocèse                                           | Département | Région        | Illustration |
| ----- | ------------------------------------------ | ---------------- | ------------------------------------ | ------------------------------------------------- | ----------- | ------------- | ------------ |
| Paris | Cathédrale américaine de la Sainte-Trinité | Église anglicane | Église épiscopalienne des États-Unis | Convocation des Églises épiscopaliennes en Europe | Paris       | Île-de-France |              |